# Північна протока (Охотське море)
54°59′33″ пн. ш. 137°12′25″ сх. д. / 54.9925° пн. ш. 137.20694444444° сх. д.
Північна протока (рос. Северный пролив) — протока на південному заході Охотського моря, що відокремлює острів Великий Шантар від острова Феклістова Шантарських островів. Знаходиться в акваторії Тугуро-Чуміканського району Хабаровського краю Російської Федерації.
Найбільші глибини знаходяться у північній частині затоки — 42—45 м, найменші — в південній частині — 27—29 м.